# Chapelle Notre-Dame-de-Pitié de Longny-au-Perche
La chapelle Notre-Dame-de-Pitié est un édifice catholique située à Longny-au-Perche, en France.

## Localisation
La chapelle est située dans le département français de l'Orne, à l'ouest du bourg de Longny-au-Perche.

## Historique
Haut lieu de pèlerinage dans le Perche, on venait vénérer « la Pietà » le 8 septembre de chaque année.
Elle est située en haut des trente-trois marches d'un escalier imposant construit à la fin du XIXe siècle. Édifiée à flanc de coteau sur un éperon dominant le bourg, elle marque l'apogée des constructions percheronnes de la Renaissance. Bâtie au XVIe siècle en faveur de la confrérie de charité fondée après la guerre de Cent Ans, la chapelle est placée sous le vocable de la Vierge de Pitié. Son culte était celui des gens accablés par la maladie et la guerre, n'ayant plus rien à espérer du Ciel…
Si l'on pénètre dans la chapelle par la porte latérale, on remarque la voûte nervurée aux clefs sculptées et de beaux vitraux de la fin du XIXe siècle; un vitrail plus ancien (1556), à gauche dans le chœur, a été restauré en 1634.
Au maître-autel, la statue polychrome de Notre-Dame, brisée durant la Révolution, fut reconstituée avec les morceaux mis en lieu sûr par les paroissiens. Les vantaux du portail d'entrée, en chêne, furent finement sculptés en 1895 par l'abbé Vingtier, enfant de Longny.
Le portique ouvragé, les angles du clocher, les contreforts de la nef et de ses chapelles comportent des niches sous dais qui abritaient vingt-quatre statues détruites sous la Révolution.

## Architecture
L'édifice est classé au titre des monuments historiques depuis le 8 avril 1909.